# ウラジーミル・スヴャトスラヴィチ (リャザン公)
ウラジーミル・スヴャトスラヴィチ（ロシア語: Владимир Святославич、? - 1162年）は、最初のリャザン大公（在位：1153年 - 1161年）である。他にムーロム公（在位：1147年 - 1149年）。父はスヴャトスラフ・ヤロスラヴィチ。

## 生涯
1146年の秋、ペレヤスラヴリ公イジャスラフと対立していたノヴゴロド・セヴェルスキー公スヴャトスラフの援軍に向かったが、逆にノヴゴロド・セヴェルスキー軍により、ムーロム公国からの逃亡を余儀なくされた。1147年4月4日、ウラジーミルはスヴャトスラフ、その子のオレグ、スヴャトスラフ揮下の貴族（ボヤーレ）ピョートル・イリイチらと共に、ユーリー・ドルゴルーキーの待つモスクワへ向かった。同年秋にはムツェンスクへのスヴャトスラフの遠征軍に参加した。
1159年、ウラジーミル大公アンドレイ (ru) が、フシチイシュ公スヴャトスラフとそのおじのイジャスラフへ援軍を送り（この時、スヴャトスラフ・イジャスラフは、チェルニゴフ公国・キエフ公国の公位をめぐり、スモレンスク公国・ヴォルィーニ公国・ガーリチ公国の諸公からなる連合軍と争っていた。）、ムーロムの連隊もこれに参加した。
ウラジーミルは1161年または1162年に死亡し、リャザン公位にはいとこのグレプが復位した。息子のユーリーはムーロム公となった。